# Pseudoxenodontinae
Pseudoxenodontinae – podrodzina węży z rodziny połozowatych (Colubridae). 

## Zasięg występowania
Podrodzina obejmuje gatunki występujące w Azji. 

## Podział systematyczny
Do podrodziny zaliczane jest 10 gatunków zgrupowanych w 2 rodzajach: 
- Plagiopholis
- Pseudoxenodon